# Історія китайської мови
В історичній лінгвістиці історія китайської мови охоплює різні зміни китайської мови, що відбулися з плином часу на її різних етапах. Згідно з науковими дослідженнями, історія китайської мови налічує 4500 років. Сучасні ієрогліфи були введені лише століттями пізніше, що лишає багато складових китайської мови незрозумілими чи невідомими.

## Сино-тибетське походження

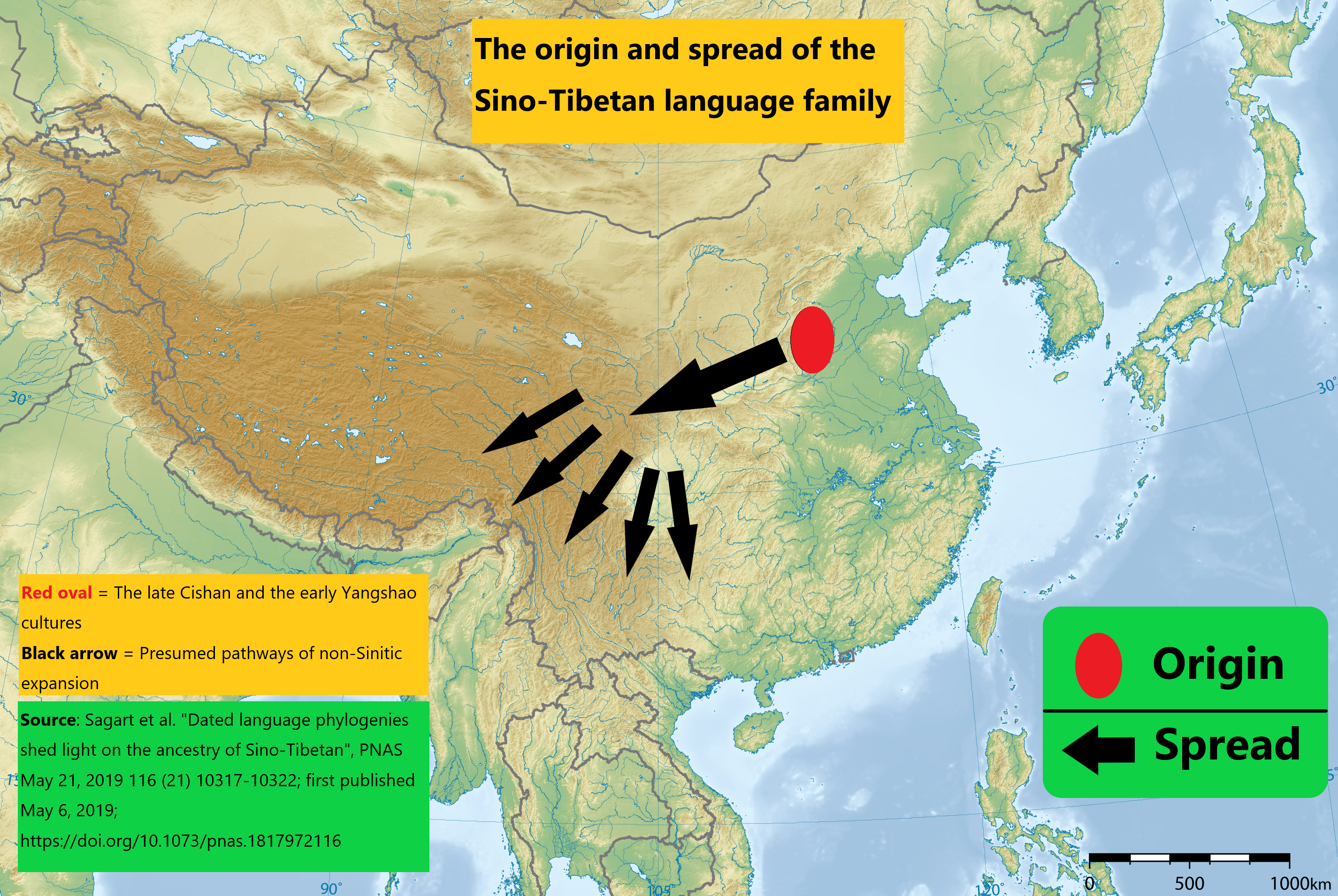
Після застосування лінгвістичного порівняльного методу до бази даних порівняльних лінгвістичних даних, створеної Лораном Сагартом у 2019 році для виявлення звукових відповідностей між мовами й встановлення їхньої спорідненості, було використано філогенетичні методи, щоб зробити висновок про зв’язки між цими мовами, визначити час їх походження та батьківщину.

Китайська мова належить до сино-тибетської мовної сім'ї, групи мов, усі з яких походять від прото-сино-тибетської мови. Зв’язок між китайською та іншими сино-тибетськими мовами є сферою активних досліджень і суперечок, так само як і спроби реконструювати протокитайську мову. Основна складність обох питань полягає в тому, що, хоча й існує надійна документація, яка дозволяє реконструювати звуки давньокитайської мови, не існує письмової документації про момент, коли китайська мова відокремилася від решти сино-тибетських мов. Насправді це загальна проблема історичної лінгвістики, галузі, яка часто використовує порівняльний метод для з’ясування таких питань. На жаль, використання цього методу для сино-тибетських мов поки що не дало задовільних результатів, можливо, тому, що для багатьох мов, які б дозволили повніше реконструювати прото-сино-тибетську мову, немає достатньої кількості письмових джерел. Тому, незважаючи на їхню близькість, спільне походження китайської мови та тибето-бірманських мов залишається недоведеною гіпотезою. Класифікація розвитку китайської мови за етапами є предметом наукових дебатів. Одну з перших систем розробив шведський лінгвіст Бернхард Карлгрен на початку 1900-х років. Система неодноразово переглядалася, але завжди значною мірою спиралася на ідеї та методи Карлгрена.

## Старокитайська мова
Давньокитайська мова, іноді відома як архаїчна китайська мова, генетично пов'язана з усіма сучасними діалектами китайської мови. Перше відоме використання китайської писемності - це ворожильні написи на черепахових панцирах і кістках оракулів за часів династії Шан (1766-1122 рр. до н.е.). Пізніше, на початку – середині царювання династії Чжоу (1122-256 рр. до н.е.), писемність, що походить від династії Шан, вживається в текстах, серед яких – написи на бронзових артефактах, поезія Ши цзін, історія Шуцзін та окремі фрагменти Їцзін. Фонетичні елементи, знайдені в більшості китайських ієрогліфів, натякають на їхню давньокитайську вимову. Вимова запозичених китайських ієрогліфів японською та в'єтнамською мовами також дає цінну інформацію. Давньокитайська мова не була повністю без флексій. Вона мала багату звукову систему, в якій приголосні диференціювали за допомогою придиху чи нерівного дихання, але, ймовірно, все ще була без тонів. Роботу над реконструкцією давньокитайської мови розпочали філологи династії Цін.

## Середньокитайська мова
Середньокитайська мова була мовою, що використовувалася за часів династії Суй (隋朝), династії Тан (唐朝) і династії Сун (宋朝) з шостого по десяте століття нашої ери. Час вживання середньокитайської мови можна розділити на ранній період, про який свідчить словник рим Цєюнь (601 р. н.е.) та його пізніша редакція Гуанюнь, і пізній період у десятому столітті, відображений у таблицях рим, таких як Юнцзін. Джерела прикладів вимови представлені сучасними діалектними відмінами, словниками рим, іноземними транслітераціями, таблицями рим, що були створені давньокитайськими філологами для узагальнення фонетичної системи, та китайськими фонетичними перекладами іноземних слів.

## Розмовна китайська мова
Розвиток розмовної китайської мови від ранніх часів до сьогодення був складним. Більшість китайців у провінції Сичуань і на широкій смузі від північного сходу (Маньчжурія) до південного заходу (Юньнань) використовують різні діалекти мандаринської мови як рідну мову. Поширеність мандаринської мови на півночі Китаю значною мірою зумовлена рівнинним рельєфом північного Китаю. На противагу цьому, гори і річки південного Китаю сприяли мовному розмаїттю.
До середини 20-го століття більшість китайців із півдню розмовляли лише своїм рідним місцевим діалектом китайської мови. Однак, незважаючи на вживання чиновниками й простими людьми різних китайських діалектів, нанкінський мандарин став домінуючим ще за часів династії Цін. Із 17 століття імперія вже створювала орфоепічні академії (спрощеною китайською 正音书院; традиційною китайською 正音書院; піньїнем zhèngyīn shūyuàn), щоб привести вимову у відповідність до стандартів столиці Цін - Пекіна, але не мала великого успіху. Протягом останніх 50 років правління Цін наприкінці 19 століття пекінський мандарин остаточно витіснив нанкінський при імператорському дворі. Хоча варіації мандаринської мови вже тоді були широко поширені серед населення Китаю, єдиного стандарту (у майбутньому - путунхуа) не існувало. На півдні Китаю люди, які не розмовляли мандаринською, також продовжували використовувати свої місцеві мови в усіх сферах життя. Таким чином новий судовий стандарт пекінського мандаринського діалекту за вживанням був досить обмеженим.
Ситуація змінилася зі створенням (у Китайській Народній Республіці й у Республіці Китаю, але не в Гонконзі та Макао) системи початкової шкільної освіти, яка передбачала викладання путунхуа. Як результат, зараз путунхуа можуть розмовляти майже всі люди в материковому Китаї і на Тайвані. На момент широкого впровадження путунхуа в Китаї і на Тайвані Гонконг був британською колонією, і путунхуа там ніколи не використовувався. У Гонконзі, Макао, Гуандуні та іноді в Гуансі мовою повсякденного життя, освіти, офіційного мовлення та бізнесу є місцева кантонська мова. Завдяки торгівлі та подорожам іноземних купців китайська мова перейняла значну кількість японських слів, які були запозичені в поєднанні з китайським діалектом, акцентом і вимовою (це називається китаїзацією). Як наслідок, багато лексикографів випускають це з уваги, через те що китайські історики не включали або забували включати до складу іноземних слів ті, що насправді були запозичені, а також через еволюцію мов; більшість ханьських ієрогліфів мають єдине читання і втратили б попереднє у зв'язку з інституційним використанням нового читання і, отже, становленням панівною тенденції. Це також стосується монгольської лексики, запозиченої з Південної Монголії завдяки провідним історичним постатям і династіям.

## Письмова китайська мова
За часів правління імператорських династій мандаринська мова (піньїнем 官话, дослівно "мова чиновників"), якою користувалися майже виключно освічені люди Пекіна та бюрократи (або "мандарини"), була найпоширенішою формою писемності. Завдяки стандартизованій системі письма для всіх офіційних документів і спілкування стала можливою уніфікація взаємно незрозумілих розмовних діалектів. Після створення партії Гоміндан, скликана в 1913 році Конференція з уніфікації вимови, змінивши назву гуаньхуа на гоюй (піньїнем guó yǔ, дослівно "національна мова"), запланувала широко використовувати і викладати мандаринську мову як офіційний національний стандарт. Продовжуючи попередню політику, Китайська Народна Республіка прагнула до подальшої стандартизації спільної мови, яка тепер отримала назву путунхуа (піньїнем pǔtōnghuà, дослівно "звичайна¹ мова") для національного та політичного єднання суспільства. З метою зниження в країні рівня неписьменності, що становив близько 80%, "Рішення Центрального комітету Комуністичної партії Китаю та Державної ради про ліквідацію неписьменності" від березня 1956 року закріпило плани Комуністичної партії щодо реформування традиційних ієрогліфів країни на спрощену систему письма.
Жодна інша письмова китайська мова, поряд із стандартними системами письма, що просуваються урядом, не стала такою поширеною й використовуваною, як путунхуа.